# Journal d'une princesse
Journal d'une princesse est une série littéraire à succès, écrite par l'auteur américaine Meg Cabot.

## Thématique
À quatorze ans, Mia est une collégienne new-yorkaise comme les autres. Mais le jour où elle apprend que son père qui vit en Europe est en réalité le prince de Génovie, une petite principauté au bord de la Méditerranée les choses se gâtent... Voila Mia héritière, et ça ne lui plait pas du tout.

## Résumé détaillé des tomes
Tome 1 : Journal d'une princesse / La grande nouvelle
À 14 ans bientôt 15, Mia est une ado new-yorkaise comme les autres. Elle va au collège, a une meilleure amie, est secrètement amoureuse du plus beau garçon de l'école et déteste les maths. Tous semble donc parfaitement normal. Jusqu’au jour où Mia apprend que son père est en réalité à la tête d’une petite principauté au bord de la mer Méditerranée, qu’elle est donc une princesse, et que sa vie va devoir changer. Voilà Mia obligée de faire ses premiers pas en tant que princesse héritière... Bonjour les dégâts !
Tome 2 : Premiers pas d'une princesse
Mia mène désormais une vie bien chargée : alors que sa mère tombe enceinte de son professeur de mathématiques, elle doit faire bonne figure devant la presse et répondre à une interview diffusée sur une chaîne nationale, sans parler des messages d'amour anonymes qu'elle reçoit. Mais qui donc est ce Jo Crox ? Si seulement ce pouvait être Michael, le frère de sa meilleure amie Lilly.
Tome 3 : Une princesse amoureuse / Un amoureux pour Mia
Mia a un gros problème. Elle a rêvé toute sa vie de sortir avec un garçon, mais à peine a-t-elle un petit ami qu'elle rêve déjà de sortir avec un autre garçon.
Tome 4 : Une princesse dans son palais / Paillette et Courbette
Dans ce quatrième tome, Mia passe ses vacances de Noël à Génovia et apprend son rôle de princesse.
Tome 5 : L'Anniversaire d'une princesse / L'anniversaire
Mia et Michael s'aiment mais ce dernier ne veut pas aller au gala de l'école. Mia publie un article et un poème.
Tome 6 : Une princesse rebelle et romantique / Rebelle et Romantique
Dans ce sixième tome, Lilly pousse Mia à se présenter en tant que déléguée de classe. Mia n'est pas emballée par l'idée mais Lilly a un plan.
Tome 7 : La Fête d'une princesse / Petite Fête et Gros Tracas
Dans ce septième tome, Mia apprend que le bal de fin d'année n'aura pas lieu : le lycée n'a plus d'argent ! Sa grand-mère se met alors en tête de monter une comédie musicale.
Tome 8 : Une princesse dans la tourmente / De l'Orage dans l'Air
Mia apprend que l'amour de sa vie, Michael, doit partir un an au Japon. Elle est complètement désespérée et compte bien tout faire pour l'empêcher de partir...
Tome 9 : Cœur brisé
Dans ce neuvième tome, Mia est désespérée. Michael l'a quittée et Lilly sa meilleure amie ne lui adresse plus la parole. De plus, sa grand-mère insiste pour qu'elle fasse un discours lors d'un gala. Elle refuse de quitter son lit. Mais alors que tout semble jouer contre elle, Mia finit par découvrir quelque chose qui lui redonne espoir.
Tome 10 : Pour la vie
À cause de Mia, son père doit se battre pour obtenir le poste de premier ministre. Elle doit choisir son université et son cœur balance entre J.P et Michael.
Tome 11 : Le Mariage d'une princesse/ Le roman d'une princesse
Mia vit à New York et va se marier avec Michael. Mais ce dernier fuit à cause de fausses informations parues dans la presse à cause de sa grand-mère et son père est mis en difficulté par un politicien.

## Tomes spéciaux
Ces tomes sont des hors-séries.[pas clair]
- Encore plus d'histoires de princesse / L'art d'être une princesse (trois courtes histoires prenant place après les tomes 4, 6 et 7)
- Conseils d'une princesse

## Personnages
- Amélia « Mia » Thermopolis ou Amélia Mignonette Thermopolis Renaldo : Personnage principal, Mia est la princesse de Genovia. Plutôt timide, elle se fait traiter de mutante par ses camarades, manquant parfois de confiance en elle. Elle confie tout à son journal. Son chat, Fat Louie, est son meilleur confident.
- Lilly Moscovitz : Meilleure amie de Mia, elle est très intelligente et a un fort caractère. Au cours des différents épisodes, cette adolescente un peu ronde sort avec Boris Pelkowski, Jonh-Paul Raynols Abernaty et Kenny Showalter. Mais, une forte dispute les sépare dans le tome 9. Dans le tome 10, Lilly revient vers Mia et reprend peu à peu sa place auprès d'elle.
- Tina Hakim Baba : Tina est la fille d'un cheikh fortuné. Tout comme Mia, elle est toujours accompagnée de son garde-du-corps. Passionnée par les romans d'amour, elle est très sensible. Elle soutient souvent Mia dans ses décisions. Elle sort avec Dave Farouq el-Abar, un élève de Trinity avant de sortir avec Boris Pelkowski. Elle sera une amie proche, et deviendra dans le tome 9 la meilleure amie de Mia, qui est en froid avec Lilly. D'ailleurs, dans certains tomes, Mia dit qu'elle ferait une meilleure amie que Lilly.
- Michael Moscovitz : Michael est le frère aîné de Lilly. Il est aussi intelligent qu'elle, peut-être même un peu plus. Son chien Pavlov l'accompagne partout. Il est secrètement amoureux de Mia et sort rapidement avec elle. À cause de son départ au Japon, leur couple vole en éclats. Mais à son retour à Manhattan, dans le tome 10, il n'a d'yeux que pour elle et ils ressortent ensemble.
- Clarisse Renaldi : Le cauchemar de Mia. Grande fanatique du sidecar, de son chien Rommel et du Plaza, Clarisse Renaldi est la redoutable grand-mère princesse douairière de la jeune héritière. Elle tente à tout prix d'éloigner Mia de Michael mais surtout de lui faire quitter sa salopette et ses manières de « végétarienne ridicule » et de lui faire comprendre qu'elle n'est pas aussi horrible qu'elle le pense (elle ira même jusqu’à mettre des photos d'elle dans un magazine à son insu). La grand-mère de Mia lui fait raser ses cheveux et la teint en « blondasse ». Elle parvient indirectement à ses fins dans le tome 10.
- Fat Louie : Le chat de Mia est roux, gros (11 kg) et paresseux. Mia essaye d'ailleurs de le mettre au régime. Ce fut son cadeau d'anniversaire pour ses 6 ans, le meilleur qu'elle ait eu dans sa vie, si ce n'est les cadeaux de Michael.
- M. Frank Gianini : C'est le professeur de mathématiques de Mia et son nouveau beau-père. Sa mère aura un enfant avec M. Gianini (Rocky). Au début, Mia se sent gênée qu'il soit chez elle de temps en temps. Mais, petit à petit, ils apprennent à se connaître et deviennent amis. Aide précieuse pour Mia, il est comme un second père. On apprend cependant dans le tome 11 qu'il est décédé peu de temps avant d'un arret cardiaque, laissant Helen et Rocky seuls.
- Helen Thermopolis : C'est la mère de Mia. Artiste peintre, elle tombe enceinte durant la série. Contrainte par son état, elle est forcée de rester sur le canapé, n'ayant pour seule consolation que la lecture. Elle n'est pas très responsable mais elle aime sa fille et veut son bonheur.
- Rocky Thermopolis-Gianini : Petit dernier de la famille Thermopolis-Gianini et forte tête, il n'est pas de tout repos ! Le cauchemar de toutes les sœurs et les mères. Mia, sa grande sœur, se lève régulièrement pour l'endormir en chanson. Il est né dans le tome 5.
- Lana Weinberger : Pire ennemie de Mia, elle s'emploie à lui gâcher la vie. Mais à partir du tome 9, une seule journée de shopping réussit à leur faire enterrer la hache de guerre. Dans le Tome 10, elles deviendront amies et Lana va parfois conseiller Mia.
- Trisha Hayes : Meilleure amie de Lana, elle apparaît dans le tome 6 pour la première fois. Avec Lana, elles mènent la vie dure à la pauvre princesse, jusque dans le tome 9.
- John Paul « J.P. » Reynolds-Albernathy IV : Dans les six premiers tomes, il n'est qu'une personne que Mia, ainsi que tout le lycée, trouvaient bizarre : « le garçon qui n'aime pas le maïs dans le chili ». Mia et lui font connaissance lors du casting pour « Nattes ! », la comédie musicale produite par sa grand-mère. Ils deviennent amis. Ils finissent par sortir ensemble lorsque Michael quitte Mia pour aller au Japon. Mais ce n'est qu'au dernier tome que Mia se rend compte qu'il s'est rapproché d'elle pour la même raison que Josh Richter (pour la célébrité). Il est fan de Sean Penn.
- Ling Su Wong : Amie artiste de Mia. On comprend par quelques allusions qu'elle est en couple avec Yan.
- Shameeka Taylor : Amie pom-pom-girl de Mia. Elle est très jolie et sort avec de nombreux garçons, malgré son père qui est très strict.
- Yan : Amie de Mia et petite-amie de Ling Su, c'est un garçon manqué, elle a eu du mal à se faire accepter mais la légendaire générosité de Mia l'aidera.
- Judith Gershner  : Camarade de Michaël. Avant que Mia et lui sortent ensemble, Mia pensaient qu'ils étaient amoureux. Mais finalement, il n'y a rien eu de vraiment sérieux entre eux. Mia la détestera encore plus dans le tome 8, quand elle apprend que Michael a perdu son « petit capital » (sa virginité) avec elle, alors qu'ils n'étaient que de simples amis.
- Gretchen Weinberger : Petite sœur de Lana. Elle fait partie des pom-pom-girls et de l'Atome (le journal du lycée) et veut être bonne en tout.
- Arthur Christoff Philippe Gérald Renaldi : Père de Mia. Il est le prince de Génovia, et donc souvent absent dans la série. Comme il a quitté la mère de Mia, il vit avec une petite-amie différente chaque mois - ce sont souvent des mannequins. Mais à la fin de la série, il tombera sous le charme de Karen Martinez, l'ancienne professeur d'anglais de Mia.
- Karen Martinez : Pendant deux ans, c'est la prof d'anglais de Mia. Elle n'a pas la télévision et préfère les livres, c'est d'ailleurs la première personne à avoir lu le roman que Mia a écrit. Dans le tome 10, elle rencontrera le père de Mia et ils tomberont amoureux.
- Mme Gupta : La principale du lycée Albert Einstein, où va Mia. Elle dirige son lycée d'une façon despotique ; elle a convoqué plusieurs fois Mia dans son bureau (quand elle a cassé le portable de Lana, quand elle écrivait dans son journal pendant les cours...).
- Vigo : Grand ami de la princesse douairière, il l'aide à faire tout ce qu'elle veut. C'est lui qui apprend le protocole à Mia et qui organise les fêtes. Quand Clarisse est choquée, lui l'est aussi.
- Boris Pelkowski : Virtuose du violon, c'est un camarade de Mia. Elle lui reproche souvent de rentrer son pull dans son pantalon et de respirer par la bouche. Jusqu'au tome 6, il n'est pas très beau, mais il sera transformé au cours de l'été (entre les tomes 5 et 6) et beaucoup de filles le trouveront sexy. Il sort avec Lilly puis avec Tina.
- Kenny Showalter : Partenaire en bio de Mia, il est fan de Sailor Moon. Il sortira avec Mia (tome 2) - sauf qu'elle n'est pas vraiment amoureuse de lui - puis sortira avec Lilly (tome 3).
- Lars : Garde-du-corps de Mia, il la protège même dans les moments difficiles. Il est ami avec le garde-du-corps de Tina. Il tombera amoureux de Mme Klein, une des professeures de Mia.
- Hans : C'est le chauffeur de la limousine de Mia. On ne le voit pas vraiment dans les tomes.

## Adaptation cinématographique
Les tribulations de Mia ont été portées à l'écran en 2001 avec Princesse malgré elle et en 2004 avec Un mariage de princesse. Une troisième partie était prévue, mais Anne Hathaway, l'actrice qui incarne Mia dans les deux premiers films, a vu son contrat rompu par les studios Disney. 
Les films sont mentionnés dans le journal de Mia ; selon elle, le réalisateur a pris quelques libertés, notamment sur son père, lequel n'était pas mort comme le présentait le réalisateur.  Par ailleurs, Mia et Michaël sortent ensemble à la fin du premier film, ce qui n'est pas cohérent. Le plus intolérable aux yeux de Mia est que sa grand-mère, Clarisse Renaldo, est beaucoup plus gentille dans le film que dans la réalité.